# Codex Alimentarius Europaeus
Der Codex Alimentarius Europaeus ist ein supranationaler Standard für die Lebensmittelsicherheit von 1958. Er ging auf den Codex Alimentarius Austriacus des österreichischen Politikers Hans Frenzel von 1891 zurück und wurde 1961 durch den internationalen Codex Alimentarius ersetzt.

## Geschichte
In den Jahren nach dem Zweiten Weltkrieg hatte sich der weltweite Handel mit Lebensmitteln sehr stark entwickelt. Damit verbunden waren aber auch Bestrebungen in verschiedenen Weltregionen, für die einzelne Region eigene Regeln für den Lebensmittelverkehr aufzustellen. Dieser Trend zu jeweils unterschiedlichen Vorgaben für Untersuchung und Beurteilung der Waren war auch zwischen den einzelnen europäischen Staaten feststellbar. Ein solches Vorgehen führte unweigerlich zum Aufbau von Handelshemmnissen zwischen den Staaten oder Weltregionen. Entsprechende Befürchtungen wurden Anfang der 1950er Jahre bereits öffentlich geäußert.
Im Rahmen eines Vortrags am 15. Juni 1953 in Bad Neuenahr bei der Tagung des Forschungskreises der Deutschen Ernährungsindustrie über Das österreichische Lebensmittelgesetz, in dem er auch das Österreichische Lebensmittelbuch (Codex Alimentarius Austriacus) erläuterte, stellte Frenzel zum ersten Mal seine Idee eines europaweiten Codex Alimentarius vor. Dieser Codex sollte analog dem österreichischen Codex aufgebaut sein und analog diesem erstellt werden. Frenzel verband damit die Erwartung, dass mit einer für alle Staaten Europas geltenden Regelung neben der erhöhten Lebensmittelsicherheit auch eine Erleichterung des innereuropäischen Handels die Folge wäre.
Aufgrund des positiven Echos auf seine Vorschläge hat Frenzel diese Idee in den folgenden Jahren systematisch verfolgt und in vielen Vorträgen dafür geworben. Besonders unterstützt wurde er dabei von der internationalen Kommission der landwirtschaftlichen Industrien (Commission Internationale des Industries Agricole et Alimentaire, CIAA), da auch die Wirtschaft großes Interesse an einer Verhinderung von Handelshemmnissen hatte.
Die europaweit koordinierende Tätigkeit zur Vorbereitung der Gründung eines europäischen Codex wurde von der Schweiz übernommen, da Österreich bis 1955 noch ein von vier Mächten besetztes Land war. Ab Herbst 1957 übernahm Österreich als freies, neutrales Land unter der Federführung von Frenzel die weiteren Koordinationsaktivitäten.
Am 9. und 10. April 1958 hat die CIAA eine Tagung in Paris organisiert, die sich ausschließlich mit dem Codex Alimentarius Europaeus befasste. Aufgrund der entsprechenden Vorarbeiten konnte bei dieser Tagung der „Europäische Rat des Codex Alimentarius Europaeus“ gegründet werden. Seine Aufgabe war, ein europäisches Lebensmittelbuch zu erarbeiten. Frenzel wurde zum ersten Präsidenten dieses Rates gewählt. Als Vorbild für den Codex Alimentarius Europaeus wurde der österreichische Codex Alimentarius herangezogen.
In den folgenden Jahren, bis etwa 1964, wurde intensiv an diesem neuen Werk gearbeitet. Die Arbeitsgruppen, die an den einzelnen Kapiteln des Lebensmittelbuches arbeiteten, setzten sich aus Vertretern verschiedener Länder, die freiwillig an dem Projekt teilnahmen, zusammen. Insgesamt haben folgende Länder mitgearbeitet: Belgien, Dänemark, Deutschland, Frankreich, Griechenland, Großbritannien, Israel, Italien, Jugoslawien, Luxemburg, Niederlande, Norwegen, Österreich, Polen, Portugal, Schweden, Schweiz, Spanien, Tschechoslowakei, Türkei, Ungarn sowie Vertreter von FAO, WHO, CIAA und ISO.
Die Fortschritte des europäischen Codex brachten die WHO und FAO dazu, ihre Aktivitäten bezüglich der Erarbeitung eines weltweiten Codex zu intensivieren. Diese beiden UN-Organisationen beabsichtigten eine analoge weltweite Regelung zur Verhinderung von Handelshemmnissen zwischen Weltregionen zu erstellen. Es kam ab 1960 zu intensiven Verhandlungen zwischen dem „Europäischen Rat des Codex Alimentarius Europaeus“ und den beiden UN-Organisationen, um einen Weg der Zusammenarbeit zwischen Europa und den UN-Organisationen zu finden. Der Schweizer Otto Högl, ab 1962 Nachfolger von Frenzel als Präsident des „Europäischen Rates des Codex Alimentarius Europaeus“, übernahm die Fortsetzung dieser Verhandlungen.
Schon in den Statuten des Europäischen Rates des Codex Alimentarius Europaeus war die Absicht niedergelegt, sich nach Möglichkeit mit einer internationalen Organisation, die auf völkerrechtlicher Basis gegründet wurde, zu verbinden, da es für Frenzel von Anfang an nur das Ziel sein konnte, eine weltweite Regelung zum Zwecke eines weltweiten freien Handels mit Lebensmitteln zu erreichen. Daher waren die Voraussetzungen für erfolgreiche Verhandlungen gegeben. Der „Europäische Rat des Europäischen Codex Alimentarius“ wurde auch in die Vorbereitungen zur Gründung der AO/WHO Codex Alimentarius Commission eingebunden.
Im Jahr 1963 fand in Rom vom 24. Juni bis 3. Juli die konstituierende Sitzung der „Codex Alimentarius Commission“ statt. Der Name wurde von der österreichischen bzw. der europäischen Bezeichnung der entsprechenden Gremien übernommen.
Der Europäische Rat des Codex Alimentarius Europaeus wurde 1963 bei der konstituierenden Sitzung als regionale Gruppe für Europa mit der Bezeichnung „Advisory Group for Europe of the Joint FAO/WHO Codex Alimentarius Commission“ in die „Codex Alimentarius Commission“ eingebunden. Damit war die erste regionale Gruppe gegründet. Heute existieren für alle Weltregionen Koordinierungsgruppen nach dem europäischen Muster in der „Codex Alimentarius Commission“.

## Regionale Gruppe für Europa
Die regionale Gruppe für Europa wurde ab 1964 nach einer Änderung der Statuten der „Codex Alimentarius Commission“ als FAO/WHO Regional Coordinating Committee for Europe bezeichnet. Erst ab 1965 waren alle Staaten, die am europäischen Codex mitgearbeitet hatten, auch in der Codex Alimentarius Commission wieder vereint. Nach der Klärung einiger offener Fragen bezüglich der Statuten und der Finanzierung durch eine Änderung der Statuten 1964 beantragten einige vorher zögernde europäische Staaten ihre Mitgliedschaft in der Codex Alimentarius Commission.
Die regionale Gruppe für Europa umfasste zunächst die Staaten, die am europäischen Codex mitgearbeitet hatten. Heute ist die Anzahl der in der regionalen Gruppe für Europa vertretenen Staaten wesentlich größer. Mitglieder der regionalen Gruppe für Europa sind: Albanien, Armenien, Aserbaidschan, Belgien, Bosnien-Herzegowina, Bulgarien, Zypern, Dänemark, Deutschland, die frühere jugoslawische Republik Mazedonien, Estland, Europäische Union, Finnland, Frankreich, Georgien, Griechenland, Großbritannien, Irland, Island, Israel, Italien, Kasachstan, Kirgisistan, Lettland, Litauen, Luxemburg, Malta, Moldawien, Montenegro, Niederlande, Norwegen, Österreich, Polen, Portugal, Rumänien, Russische Föderation, Serbien, Slowenien, Slowakei, Schweden, Schweiz, Spanien, Tadschikistan, Tschechien, Türkei, Ukraine, Ungarn, Usbekistan und Weißrussland.
Den Vorsitz der regionalen Gruppe für Europa hatte zunächst Högl inne. Für die Funktionsperiode ab 1965 wurde Frenzel als Vorsitzender gewählt. Er konnte aber aus gesundheitlichen Gründen diesen Vorsitz nicht mehr ausüben. Sein Stellvertreter Richard Wildner war dann längere Zeit Vorsitzender. Nach diesem folgte wieder ein Österreicher, Herbert Woidich, der, mit einer Unterbrechung durch einen Schweizer Vorsitz, ebenfalls für längere Zeit den Vorsitz der regionalen Gruppe führte. Erst in den 1980er Jahren übernahmen andere Staaten den Vorsitz der regionalen Gruppe für Europa.